# Gemeinde Zbrosławice

Lage der Gemeinde (rot) im Landkreis

Die Gemeinde Zbrosławice (deutsch Broslawitz) ist eine Landgemeinde im Powiat Tarnogórski (Landkreis Tarnowitz) in der Woiwodschaft Schlesien. Der Gemeindesitz ist Zbrosławice (Broslawitz).

## Geografie
Die Gemeinde hat eine Fläche von 148,71 km², davon sind:
- 70 % Flächen für die Landwirtschaft
- 20 % Waldflächen

Die Gemeinde nimmt 23,14 % der Fläche des Landkreises ein.

## Ortschaften
In der Gemeinde befinden sich:
Orte mit Schulzenamt:
- Boniowice (Boniowitz)
- Czekanów (Schakanau)
- Jasiona (Jasten)
- Jaśkowice (Jaschkowitz)
- Kamieniec (Kamienitz)
- Karchowice (Karchowitz)
- Kopienica (Koppinitz)
- Księży Las (Xiondslas)
- Laryszów (Larischhof)
- Łubie (Lubie)
- Łubki (Lubek)
- Miedary (Miedar)
- Przezchlebie (Preschlebie)
- Ptakowice (Ptakowitz)
- Szałsza (Schalscha)
- Świętoszowice (Schwientoschowitz)
- Wieszowa (Wieschowa)
- Wilkowice (Groß Wilkowitz)
- Zawada (Zawada)
- Zbrosławice (Broslawitz)
- Ziemięcice (Ziemientzitz)

Die Gemeinde umfasst weitere Weiler ohne Schulzenamt:
Kopanina (Kopanina), Kuźnica (Kuznitza), Łubki (Kolonie Freidorf)

## Bevölkerung
2002 hatte die Gemeinde 15.866 Einwohner. Neben der polnischen Bevölkerung gaben bei der Volkszählung 2002 1.327 Personen (8,4 %) die deutsche Nationalität (Volkszugehörigkeit) und 1.678 Personen Schlesisch (10,6 %) an. 1.214 Personen (7,6 %) (mit polnischer Staatsbürgerschaft) sprachen im privaten Alltag deutsch.
| Nationalität | Anzahl | Anteil |
| ------------ | ------ | ------ |
| Deutsch      | 1.327  | 8,4 %  |
| Polnisch     | 10.550 | 66,5 % |
| Schlesisch   | 1.678  | 10,6 % |